# Ptaszkowo (województwo wielkopolskie)

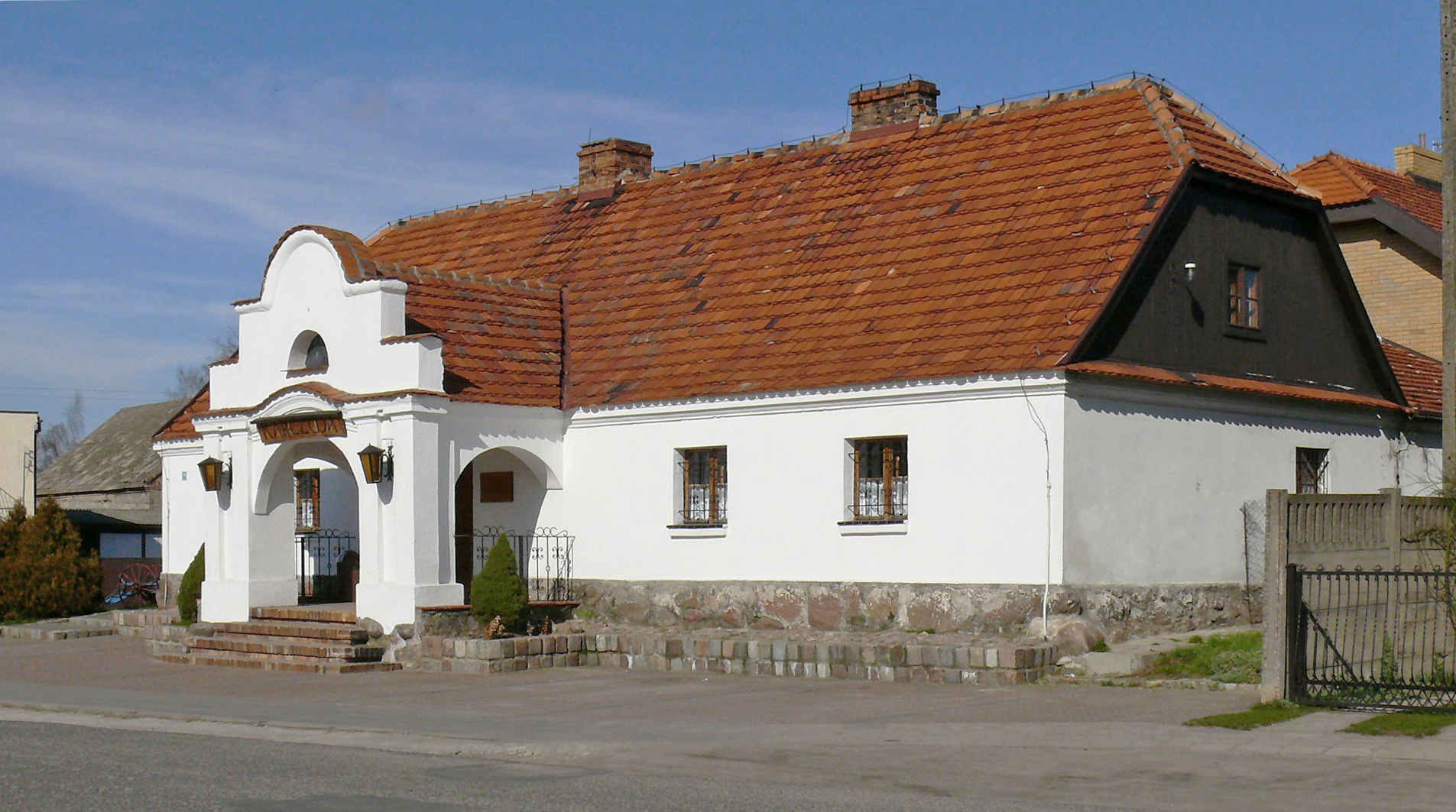
Zabytkowa karczma w Ptaszkowie

Ptaszkowo – wieś w Polsce, położona w województwie wielkopolskim, w powiecie grodziskim, w gminie Grodzisk Wielkopolski.
W latach 1975–1998 miejscowość administracyjnie należała do województwa poznańskiego.

## Historia
Miejscowość pierwotnie związana była z Wielkopolską. Ma metrykę średniowieczną i istnieje co najmniej od końca drugiej połowy XIII wieku. Po raz pierwszy wymieniana w łacińskojęzycznym dokumencie z 1298 jako Ptaskovo, 1360 Ptaszkowo, 1361 Ptasscovo, 1381 Ptasszcovo, 1383 Plaszcowo, 1386 Ptaszcowo, Ptascowo, 1387 Ptascovo, Ptasscowo, 1391 Ptaszkowo, 1394 Ptaskowo, 1397 Ptasszkowo, 1428 de utroque Ptaschcowo, 1435 Ptasskowo, Ptaskouo, 1443 Ptaszkowo Maius, 1457 Ptaschkowo, 1463 Pthaskowo, 1482 Pthaschkowo Maius, 1482 Ptaschkowo Maior, 1526 utraque Pthaschkowo.
Miejscowość była wsią szlachecką należącą do lokalnej szlachty wielkopolskiej z rodu Ptaszkowskich, którzy od nazwy wsi utworzyli swoje odmiejscowe nazwisko, a także do Opalińskich, Koszutskich, Ponińskich, Rozdrażewskich. W 1435 miejscowość należała do powiatu kościańskiego Korony Królestwa Polskiego. Od 1298 była siedzibą własnej parafii, a w 1510 w dekanacie Grodzisk.
Pierwsza wzmianka o wsi pochodzi z 1298 roku.
W 1354 odnotowany został w dokumencie sądowym niejaki Ptaszek, który był jednym z poręczycieli za Dzierżka z Chyciny wobec starosty generalnego wielkopolskiego. W 1386 we wsi odnotowany został gródek (łac. "fortałicium"). W latach 1360–1378 jako dziedzic we wsi wspomniany został Janusz, a w 1361 Marcin. W 1386 dziedzic Ptaszkowa Mikołaj Ptaszkowski wraz z bratem Andrzejem, obaj z rodu Borków, herbu Gryżyna, przysięgli wierność królowi polskiemu Władysławowi II Jagielle i zobowiązali się do wpuszczenia króla lub starosty generalnego wielkopolskiego do gródka w Ptaszkowie w razie zagrożenia najazdem nieprzyjaciół. Przy okazji tego wydarzenia zachowała się także pieczęć Ptaszkowskich herbu Gryżyna przedstawiajaca dwa kroczące wilki stojące jeden nad drugim, skierowane w prawą stronę. 
W 1387 mieszczanin poznański Janusz Stular wygrał w sądzie 4 grzywny, które obciążały długiem dziedzinę Ptaszkowo. W 1394 król Władysław II Jagiełło polecił pozywać Mikołaja oraz jego brata Andrzeja Ptaszkowskich z Ptaszkowa tylko przed sądy wiecowe. W 1396 Andrzej Ptaszkowski przedstawił ten dokument podczas rozprawy w sądzie ziemskim w Poznaniu.
W latach 1394–1399 jako właściciel we wsi odnotowany został Mikołaj Rotenburg. W 1394 jego żona Hanka z Ptaszkowa prowadziła spór sądowy z Dobroszką z Roszkowa koło Kościana o 24 grzywien. W 1394 obie zawarły ugodę posa sądową i musiały z tego powodu zapłacić kary. W latach 1428–1430 woźny sądu ziemskiego zapowiedział drogi, łąki, pastwiska i zarośla w dziedzinach Pawła Ptaszkowskiego Ptaszkowie, Ptaszkowie Małym oraz w Ujeździe. W 1435 Paweł Ptaszkowski odstąpił bratu Franciszkowi folwark pomiędzy Ptaszkowem a Ujazdem. W 1436 także odstępuje mu prawo bliższości do folwarku między Ptaszkowem, Młyniewem, Ujazdem i Ujazdkiem. 1436 woźny usypał kopce graniczne pomiędzy Ptaszkowem a folwarkiem Tomiszki od Młyniewa aż drogi z Ujazdu do Ptaszkowa. 
W 1443 Paweł Ptaszkowski sprzedał Henrykowi Niałeckicmu z Niałka Wielkiego wieś Ptaszkowo wraz z sołectwem z zastrzeżeniem prawa wykupu za 250 grzywien szer. groszy na 3 lata. W 1448 Paweł Ptaszkowski sprzedał wieś Ptaszkowo oraz Dokowo Mokre braciom niedzielnym Janowi oraz Markowi z Baranowa koło Mosiny, z zastrzeżeniem prawa wykupu za 500 złotych węgierskich oraz 100 grzywien dobrych półgroszy, zastrzegając sobie wykup wsi po 2 latach i zobowiązał się bronić nabywców od roszczeń innych osób. W 1434 jeden z braci niedzielnych Andrzej z Borzysławia zapisał żonie Małgorzacie 100 grzywien na Ptaszkowie. W 1459 odnotowano łąkę zwwaną Bocieniec w Ptaszkowie. 
W 1463 Mikołaj Ptaszkowski  dziedzic w Ptaszkowie zapisał swojej żonie Jadwidze po 100 grzywien posagu oraz wiana na Ptaszkowie. W 1467 sprzedał on wieś Ptaszkowo oraz Ptaszkowo Małe braciom niedzielnym Piotrowi, Janowi oraz Mikołajowi z Opalenicy za 1200 grzywien. W 1469 Helena Ptaszkowska oraz Mikołaj Ptaszkowski dziedzice w Ptaszkowie wygrali proces z Bartoszem Grabiszą ze Strzelec o granice pomiędzy wsiami Ptaszkowo, Ptaszkowo Małe oraz Strzelce, ponieważ Bartosz nie przedstawił dokumentów i nie powołał się na wpis do księgi ziemskiej. W 1472 Helena w towarzystwie stryja Jana Mleczki ze Zborowa oraz wujów Piotra i Jana Korzboków z Witkowa, sprzedała Mikołajowi Brodnickiemu całe wsie Ptaszkowo i Ptaszkowo Małe za 400 grzywien.
W 1467 chorąży poznański Piotr Opaliński oraz jego brat Mikołaj kupili Ptaszkowo i Ptaszkowo Małe, które posiadali na zasadzie niedziału. W 1475 sprzedali oni mansjonarzom w Szamotułach 8 grzywien czynszu rocznego na wsi Ptaszkowo z zastrzeżeniem prawa wykupu za 100 grzywien. W 1476 sprzedali oni Dorocie wdowie po Uniesławie Kokorzyńskim całą wieś z zastrzeżeniem prawa wykupu za 330 złotych węgierskich. W 1481 Piotr Opaliński otrzymał w dziale dóbr z bratem Mikołajem m.in. Ptaszkowo oraz Ptaszkowo Małe. W 1482 Piotr zapisał swojej żonie Annie Zbąskiej po 1200 złotych posagu oraz wiana na Ptaszkowie, Ptaszkowie Małym, Dokowie Mokrym i Drożyńskim Młynie. W 1483 Piotr Opaliński dał swojej matce Małgorzacie z Włoszakowic m.in. Ptaszkowo oraz Ptaszkowo Małe.
Wieś odnotowano również w historycznych rejestrach podatkowych. W 1510 odnotowano we wsi 9 łanów, w tym 8 i 3/4 łana osiadłego i 1/4 łana opuszczonego, a także 1,5 łana sołeckiego, jeden łan należący do plebana, folwark pana Opalińskiego, dwie karczmy oraz 4 zagrodników. W 1530 miał miejsce pobór od 5 łanów i 4 półłanków. W 1563 pobrano podatki od 8 łanów i karczmy dorocznej. W 1564 w Ptaszkowie było 8 i 3/4 łana. W 1580 pobór miał miejsce od 8 i 1/4 łana, 4 zagrodników z rolą i 3 zagrodników bez roli, od 3 komorników oraz od palenia gorzałki. W 1580 pobór z Ptaszkowa zapłacił Piotr Opaliński herbu Łodzia.
W latach 1463–1510 archiwalne, historyczne dokumenty odnotowały także zwykłych mieszkańców wsi. W 1463 odnotowany został Paweł Pawlik kmieć z Ptaszkowa. W 1465 Jan Rataj i Piotr Roch (w zapisie "Ryoch") z Ptaszkowa przy okazji sporu sądowego z Maciejem klerykiem z Kościana, który upominał się o jedną grzywnę z tytułu poręczenia za Annę Jaklewą z Ptaszkowa. W 1482 wspomniano pracownika Grzegorz Oracza kmiecia ptaszkowskiego oraz kolatora altarii w kościele parafialnym w Grodzisku. W 1496 odnotowano pracowników braci Wawrzyńca Ratajka, Andrzeja, Maćka i Mikołaja Oracza z Ptaszkowa, którzy toczyli spór sądowy z uczc. Wochną Myserathową z Grodziska Wielkopolskiego oraz jej synem o prawo patronatu altarii w kościele parafialnym w Grodzisku. W 1510 odnotowano Wawrzyńca oraz jego brata, kmieci ptaszkowskich, kolatorów altarii w kościele parafialnym w Grodzisku.
W 1619 odnotowany został wylew rzeczki Luboradz, która zalała graniczną drogę pomiędzy Ptaszkowem a Cykówkiem.
Od końca XVIII w., do II wojny światowej wieś należała do Żółtowskich. Już przed 1580 rozróżniano Małe Ptaszkowo i Wielkie Ptaszkowo, które z czasem zrosły się w jedną wieś.
Wskutek II rozbioru Polski w 1793 wieś przeszła pod władanie Prus i jak cała Wielkopolska znalazła się w zaborze pruskim. W okresie Wielkiego Księstwa Poznańskiego (1815-1848) wzmiankowane jest Ptaszkowo wielkie i małe, które należały do wsi większych w ówczesnym powiecie bukowskim, który dzielił się na cztery okręgi (bukowski, grodziski, lutomyślski oraz lwowkowski). Ptaszkowo wielkie i małe należały do okręgu grodziskiego i stanowiły część majątku Ptaszkowo wielkie, którego właścicielem był wówczas Adam Żołtowski. W skład tego majątku wchodziły ponadto Urbanowo stare i nowe. Według spisu urzędowego z 1837 roku Ptaszkowo wielkie liczyło 192 mieszkańców i 27 dymów (domostw), natomiast Ptaszkowo małe liczyło 216 mieszkańców i 29 dymów.
Od 1973 roku na terenie kombinatu PGR w Ptaszkowie znajdowała się ekspozycja prezentująca miniatury takich zabytków jak m.in. Wawel, Belweder, Łazienki, Gołuchów, Rogalin.

## Zabytki
- W centrum wsi znajduje się barokowa karczma z końca XVIII w., z arkadowym gankiem, która od odnowienia w 1975 roku pełni dawną funkcję[4].
- neoromański kościół pw. śś. Apostołów Piotra i Pawła, z wysoką wieżą, wybudowany w 1904 roku[4][8]. Wyposażenie wnętrza ma cechy eklektyczne. W ołtarzu głównym barokowe rzeźby św. Piotra i Pawła; po prawej na ukośnej ścianie krucyfiks późnogotycki z ok. 1530 roku[8]. Na zewnętrznej ścianie zachodniej znajdują się 3 marmurowe epitafia Żółtowskich z Ujazdu[9].
- przy szosie zachowała się dawna szkoła z I poł. XIX w.[8], parterowa z dachem naczółkowym, do której na przełomie XIX i XX w., dobudowano część piętrową. Wydłużony dom nr 10 to ubiegłowieczny czworak dworski.
- zespół folwarczny, obejmujący m.in. szachulcową rządcówkę z I poł. XIX wieku, oborę z pocz. XIX wieku i park o pow. 4,3 ha z końca XIX wieku[8][10].
- przy kościele rośnie dąb o obwodzie 430 cm.

## Komunikacja
Wieś położona jest przy drodze krajowej nr 32. Znajduje się tu również przystanek kolejowy Ptaszkowo Wielkopolskie linii kolejowej nr 332 Wolsztyn – Poznań Główny.

## Sport
We wsi w latach 1950-1993 działał Ludowy Zespół Sportowy Orkan Ptaszkowo. W 1993 roku doszło do fuzji czwartoligowego Orkana z piątoligową Dyskobolią. Powstał zespół Dyskobolia/Orkan Grodzisk Wielkopolski. Ostatnim prezesem Orkana był Bogusz Dydymski. Od roku 2002 we wsi swoje mecze rozgrywa A-klasowe Ludowe Stowarzyszenie Sportowe Gminy Grodzisk Wielkopolski. Od wiosny 2010 do 2014 roku swoje mecze rozgrywała tutaj A-klasowa Dyskobolia Grodzisk Wielkopolski.
Swoje mecze w roli gospodarza rozgrywa tutaj B-klasowy LZS Inter Zdrój.